# 君のぞらじお 〜Next Season〜
君のぞらじお 〜Next Season〜（きみのぞらじお ネクストシーズン）は、OVA『君が望む永遠 〜Next Season〜』に関連したインターネットラジオ。2008年12月26日に放送を終了した。姉妹番組としては過去に『君のぞらじお silver ring』があった。また、関連番組に『マブラヴラジオ』、『ラジオあゆまゆ劇場』、『谷山紀章のDEAD OR ALIVE』があった。

## 概要
OVA『君が望む永遠 〜Next Season〜』の発売によって、従来の「君のぞらじお」のリニューアルが行われ、OVAの構成・構造に合わせ、2008年1月11日から『君のぞらじお 〜Next Season〜』と『君のぞらじお Still I love you…』（その後『君のぞらじお silver ring』としてリニューアル）に分割された。
栗林のマネージャーである斉藤Kの説明により、2008年9月19日配信の第37回放送分では配信日の翌日が4thアルバム「dream link」を冠を掲げたツアー初日（名古屋）であるものの、接近していた台風の影響で前乗りして準備等が必要になった為に出演が出来なくなった。
同年10月3日以降から隔週金曜日ごとの配信に変更になり、12月26日に最終回を迎えた。（配信は2009年1月5日まで）
パーソナリティは、栗林みな実（涼宮遙役）、水橋かおり（涼宮茜役）、ジョイまっくす（ユーザー代表・ニトロプラス広報）の3人。
前身番組は『君のぞらじお』、後身番組は『君のぞらじお eternity』にあたる。

### 番組概要
- 放送期間：2008年1月11日〜12月26日
- 配信サイト：君のぞらじおホームページ
- 配信方式：ストリーミング
- 配信日：隔週金曜日配信（配信期間は10日間）
- 放送時間：50分〜60分
- ファイル種類：Windows Media Audio（asx）

### 主題歌
- オープニングテーマ 「Next Season」
歌：栗林みな実/作詞：栗林みな実/作曲・編曲：菊田大介

## コーナー
黒くて深いもの
リスナー募集した「色」と「状態・形状」から、パーソナリティが連想するものを答えるコーナー。
元ネタは「かないみかのももいろどらごん」のコーナーだった「ぴんくでまるいもの」。
ちなみに、「黒くて深いもの」は「闇」を表している。
メイプル家庭教師
ジョイ先生（ジョイまっくす）が出題するなぞなぞを、遙（栗林）と茜（水橋）が答えるという君らじ恒例の対決コーナー。
正解数が少ない方は罰ゲームとして、ジョイ先生の個人授業を受ける。
アージュからのお知らせ
アージュ広報兼番組ディレクターの斉藤Kとアージュ開発部の熊川貴族（ナルシー僕ゥ）がMCをつとめるアージュの告知コーナー。アージュスタッフがゲストとして出演することがある。
君らじ3番組で唯一の全番組共通コーナーであるが、本編とは全く関係ない。
なお、放送内容は同日更新の「君のぞらじお Still I love you…」（2008年6月27日まで）と「君のぞらじお silver ring」（2008年9月26日）と同じであった。